# 孔特雷拉斯島

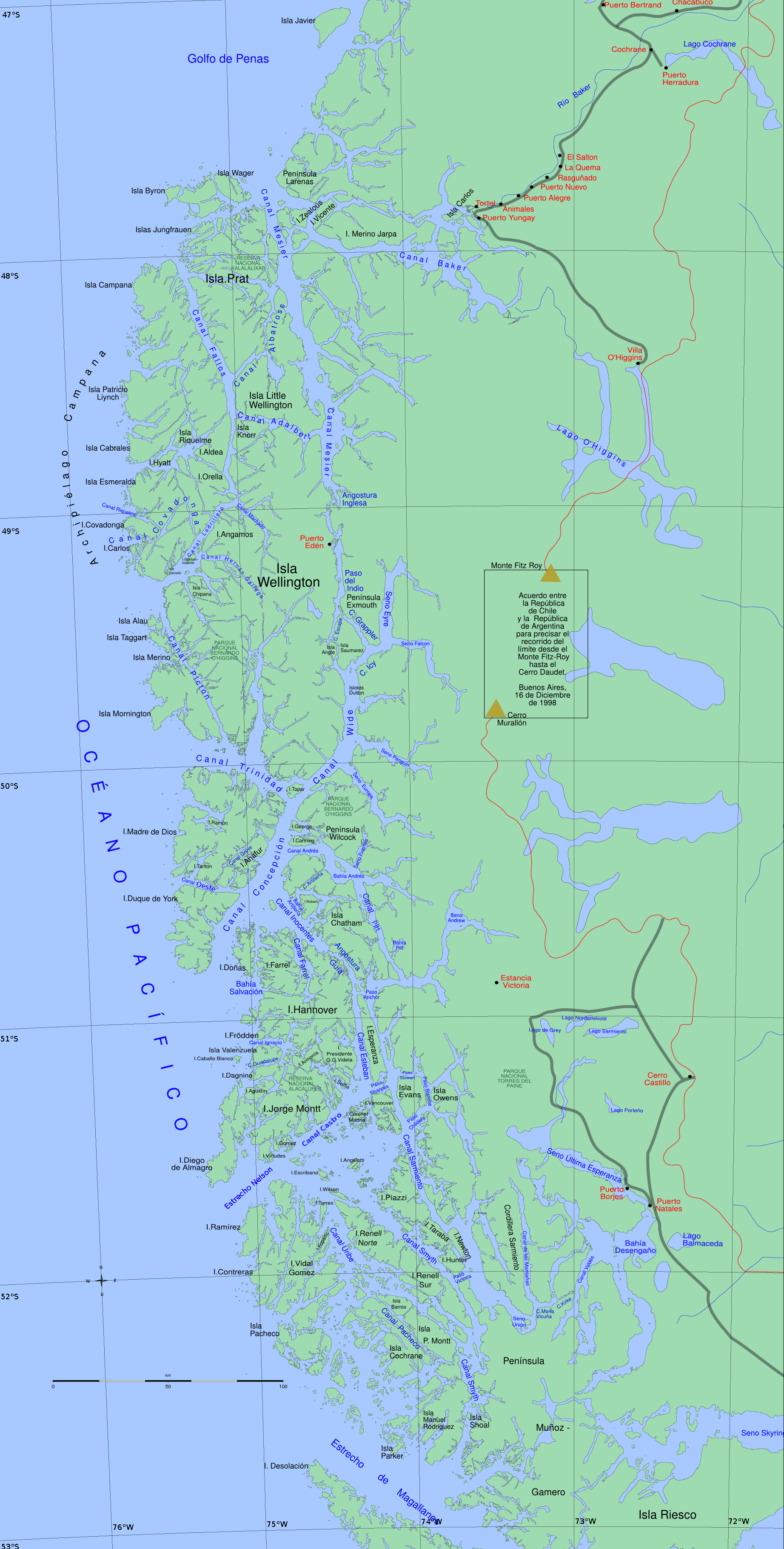
Contreras Island

51°59′S 74°57′W / 51.983°S 74.950°W
孔特雷拉斯島（西班牙語：Isla Contreras）是智利的島嶼，位於該國南部麥哲倫海峽以北的太平洋海域，由麥哲倫-智利南極大區負責管轄，長29公里、寬6公里，面積626平方公里。